# Phyllanthus iratsiensis
Phyllanthus iratsiensis är en emblikaväxtart som beskrevs av Jacques Désiré Leandri. Phyllanthus iratsiensis ingår i släktet Phyllanthus och familjen emblikaväxter. Inga underarter finns listade i Catalogue of Life.